# Росси, Луиджи (контрабасист)
Луиджи Росси (итал. Luigi Rossi; 1810 — 1858) — итальянский контрабасист.

## Биография
Окончил Миланскую консерваторию (1830) и затем с 1834 г. и до конца жизни преподавал в ней, наиболее известен как наставник Джованни Боттезини и Луиджи Негри. В те же годы был первым контрабасом в оркестре Ла Скала. Составил сборник упражнений для контрабаса, транспонированных из скрипичных этюдов Пьера Роде, Родольфа Крейцера, Йозефа Майзедера и других авторов (издан Негри, переиздан в 2006 году).
Боттезини посвятил своему учителю Два дуэта для двух контрабасов.